# Ebolowa Airport
Ebolowa Airport är en flygplats i Kamerun.   Den ligger i regionen Södra regionen, i den södra delen av landet, 120 km söder om huvudstaden Yaoundé. Ebolowa Airport ligger 616 meter över havet.
Terrängen runt Ebolowa Airport är platt norrut, men söderut är den kuperad. Terrängen runt Ebolowa Airport sluttar västerut. Trakten runt Ebolowa Airport är glesbefolkad, med 18 invånare per kvadratkilometer. Närmaste större samhälle är Ébolowa, 4,7 km nordväst om Ebolowa Airport. I omgivningarna runt Ebolowa Airport växer i huvudsak städsegrön lövskog.